# Calificările pentru Campionatul European de Handbal Feminin din 2010 — Grupa 2

## Grupa a 2-a
| Echipa     | Pct | Mec | V | E | Î | GM  | GP  | Ad  |
| ---------- | --- | --- | - | - | - | --- | --- | --- |
| Ungaria    | 12  | 6   | 6 | 0 | 0 | 174 | 134 | +40 |
| Suedia     | 8   | 6   | 4 | 0 | 2 | 167 | 128 | +39 |
| Cehia      | 4   | 6   | 4 | 0 | 4 | 167 | 128 | −6  |
| Azerbaijan | 0   | 3   | 0 | 0 | 3 | 3   | 9   | −6  |

| Echipa      | M | V | E | Î | GM  | GP  | G   | Pct |
| ----------- | - | - | - | - | --- | --- | --- | --- |
| Ungaria     | 6 | 6 | 0 | 0 | 174 | 134 | +40 | 12  |
| Suedia      | 6 | 4 | 0 | 2 | 167 | 128 | +39 | 8   |
| Cehia       | 6 | 2 | 0 | 4 | 152 | 158 | −6  | 4   |
| Azerbaidjan | 6 | 0 | 0 | 6 | 114 | 187 | −73 | 0   |

Toate orele sunt locale
| 15 octombrie 2009 19:00 | Ungaria | 24 – 20  | Cehia       | Messzi István Sportcsarnok, Kecskemét Asistență: 1800 Arbitri: Gubica, Milosević |
| 15 octombrie 2009 19:00 | Tóth 10 | (13-9)   | Tomeckova 4 | Messzi István Sportcsarnok, Kecskemét Asistență: 1800 Arbitri: Gubica, Milosević |
| 15 octombrie 2009 19:00 | 2× 3×   | (Report) | 2×          | Messzi István Sportcsarnok, Kecskemét Asistență: 1800 Arbitri: Gubica, Milosević |

| 15 octombrie 2009 19:00 | Suedia                  | 31 – 11  | Azerbaidjan  | Arena Skövde, Skövde Asistență: 1400 Arbitri: Cernavskis, Bogdanovs |
| 15 octombrie 2009 19:00 | Jacobsen, Torstensson 6 | (13-6)   | Gorodtsova 5 | Arena Skövde, Skövde Asistență: 1400 Arbitri: Cernavskis, Bogdanovs |
| 15 octombrie 2009 19:00 | 3×                      | (Report) | 3× 2× 1×     | Arena Skövde, Skövde Asistență: 1400 Arbitri: Cernavskis, Bogdanovs |

| 18 octombrie 2009 15:30 | Cehia      | 21 – 28  | Suedia | Hala Zubří o.p.s., Zubří Asistență: 1000 Arbitri: Mishchuk, Rozhkov |
| 18 octombrie 2009 15:30 | Zamorska 6 | (9-12)   | Ahlm 7 | Hala Zubří o.p.s., Zubří Asistență: 1000 Arbitri: Mishchuk, Rozhkov |
| 18 octombrie 2009 15:30 | 3× 2×      | (Report) | 3×     | Hala Zubří o.p.s., Zubří Asistență: 1000 Arbitri: Mishchuk, Rozhkov |

| 18 octombrie 2009 17:00 | Azerbaidjan | 15 – 31  | Ungaria       | ABU Arena, Baku Asistență: 900 Arbitri: Mazeika, Gatelis |
| 18 octombrie 2009 17:00 | Deryabina 8 | (6-16)   | Szucsánszki 6 | ABU Arena, Baku Asistență: 900 Arbitri: Mazeika, Gatelis |
| 18 octombrie 2009 17:00 | 2× 3×       | (Report) | 2×            | ABU Arena, Baku Asistență: 900 Arbitri: Mazeika, Gatelis |

| 31 martie 2010 17:00 | Azerbaidjan | 19 - 26  | Cehia             | ABU Arena, Baku Asistență: 600 Arbitri: Katsikis, Michailidis |
| 31 martie 2010 17:00 | Peche 5     | (8-10)   | Cerna, Zamorska 5 | ABU Arena, Baku Asistență: 600 Arbitri: Katsikis, Michailidis |
| 31 martie 2010 17:00 | 5× 3×       | (Report) | 1× 3×             | ABU Arena, Baku Asistență: 600 Arbitri: Katsikis, Michailidis |

| 1 aprilie 2010 19:15 | Suedia         | 26 - 27  | Ungaria | Färs & Frosta Sparbank Arena, Lund Asistență: 1600 Arbitri: Stark, Ștefan |
| 1 aprilie 2010 19:15 | Torstensson 10 | (12-15)  | Tóth 9  | Färs & Frosta Sparbank Arena, Lund Asistență: 1600 Arbitri: Stark, Ștefan |
| 1 aprilie 2010 19:15 | 4×             | (Report) | 4× 3×   | Färs & Frosta Sparbank Arena, Lund Asistență: 1600 Arbitri: Stark, Ștefan |

| 4 aprilie 2010 12:35 | Ungaria | 26 – 24  | Suedia        | Városi Sportcsarnok, Békéscsaba Asistență: 2200 Arbitri: Pandzic, Mosorinski |
| 4 aprilie 2010 12:35 | Tóth 7  | (16–10)  | Torstensson 8 | Városi Sportcsarnok, Békéscsaba Asistență: 2200 Arbitri: Pandzic, Mosorinski |
| 4 aprilie 2010 12:35 | 2× 3×   | (Report) | 2× 3×         | Városi Sportcsarnok, Békéscsaba Asistență: 2200 Arbitri: Pandzic, Mosorinski |

| 4 aprilie 2010 14:45 | Cehia       | 37 – 25  | Azerbaidjan  | Sportovní hala Vodová, Brno Asistență: 600 Arbitri: Nikolovski, Kolevski |
| 4 aprilie 2010 14:45 | Salcakova 8 | (19–11)  | Tankaskaia 5 | Sportovní hala Vodová, Brno Asistență: 600 Arbitri: Nikolovski, Kolevski |
| 4 aprilie 2010 14:45 | 5× 3×       | (Report) | 6× 3×        | Sportovní hala Vodová, Brno Asistență: 600 Arbitri: Nikolovski, Kolevski |

| 26 May 2010 17:00 | Azerbaidjan | 18 - 27  | Suedia        | ABU Arena, Baku Asistență: 400 Arbitri: Markovska, Vutov |
| 26 May 2010 17:00 | Deriabina 5 | (9-14)   | Torstensson 6 | ABU Arena, Baku Asistență: 400 Arbitri: Markovska, Vutov |
| 26 May 2010 17:00 | 6× 2×       | (Report) | 0× 2×         | ABU Arena, Baku Asistență: 400 Arbitri: Markovska, Vutov |

| 26 May 2010 18:00 | Cehia      | 23 - 31 | Ungaria   | Městská sportovní hala, Plzeň Asistență: 600 Arbitri: Brehmer, Skowronek |
| 26 May 2010 18:00 | Zamorska 6 | (13-17) | Görbicz 6 | Městská sportovní hala, Plzeň Asistență: 600 Arbitri: Brehmer, Skowronek |
| 26 May 2010 18:00 | 6× 3×      | Report  | 10× 3×    | Městská sportovní hala, Plzeň Asistență: 600 Arbitri: Brehmer, Skowronek |

| 30 May 2010 11:40 | Ungaria | 35 - 26 | Azerbaidjan | Nyíregyháza Asistență: 1200 Arbitri: Mitrunen, Sundell |
| 30 May 2010 11:40 | (19-12) |         |             | Nyíregyháza Asistență: 1200 Arbitri: Mitrunen, Sundell |
| 30 May 2010 11:40 | Report  |         |             | Nyíregyháza Asistență: 1200 Arbitri: Mitrunen, Sundell |

| 30 May 2010 17:30 | Suedia  | 31 - 25 | Cehia | Arena Skövde, Skövde Asistență: 1500 Arbitri: Repensek, Pozeznik |
| 30 May 2010 17:30 | (17-10) |         |       | Arena Skövde, Skövde Asistență: 1500 Arbitri: Repensek, Pozeznik |
| 30 May 2010 17:30 | Report  |         |       | Arena Skövde, Skövde Asistență: 1500 Arbitri: Repensek, Pozeznik |